# Polokwane
Polokwane (bis 2005 Pietersburg) ist eine Stadt in der südafrikanischen Provinz Limpopo. Sie liegt in der Gemeinde Polokwane im Distrikt Capricorn und ist die Hauptstadt der Provinz Limpopo.

## Geschichte
Die Stadt wurde 1886 von Voortrekkern gegründet und nach dem General Petrus Jacobus Piet Joubert Pietersburg benannt; sie liegt auf einer Höhe von 1312 m an der Hauptstrecke nach Norden Richtung Simbabwe. Während des Zweiten Burenkrieges war die Stadt die Hauptstadt der Burenrepublik Transvaal. 1901 wurde die Stadt von den Briten erobert.
Pietersburg erlebte seit 1960 eine starke Industrialisierung, wobei um diese Zeit fünf Fabriken entstanden.
Die Industrial Development Corporation errichtete 1966 in der Stadt einen ganzen Industriekomplex, der aus zwölf Einheiten bestand. Im Rahmen der damals betriebene Politik der border-industries zur Ansiedlung von Produktionsanlagen im Randbereich der Homelands wurde er als factory nest bezeichnet. Für die dafür benötigten Arbeitskräfte entstand nebenan ein Township.
1984 lebten 79.000 Menschen (davon 14.000 Weiße) in der Stadt. 2011 war die Zahl in Polokwane auf 130.028 Einwohner angestiegen. Neben einem Bahnhof und dem Flughafen Polokwane International Airport gibt es in der Umgebung eine Diamantenmine und es wird besonders reiner Quarzsand abgebaut. Zahlreiche Industriebetriebe sind hier ansässig.
Das Council for Geoscience, die geowissenschaftliche Fachbehörde Südafrikas, unterhält hier eine Dienststelle.
1988 wurde die römisch-katholische Territorialabtei Pietersburg zum Bistum erhoben, das 2009 entsprechend dem Wechsel des Ortsnamens in Bistum Polokwane umbenannt wurde. Ursprünglich geht das Bistum aber zurück auf die Errichtung der Apostolische Präfektur Nord-Transvaal im Jahre 1910 im damaligen Pietersburg.
Die südafrikanische Regierung startete 2002 eine landesweite Umbenennung von Städten, deren Namen an die koloniale Vergangenheit erinnerten. So wurde 2005 auch Pietersburg in Polokwane umbenannt. Polokwane ist das Sepedi-Wort für „ein sicherer Ort“.

## Klima
Polokwane hat dank seiner Höhenlage ein gemäßigtes Klima mit mittleren Tageshöchstwerten von 25 °C bis 26 °C und mittleren Tiefsttemperaturen um 15 °C in den Sommermonaten von November bis Februar. In den Wintermonaten Juni und Juli fallen die mittleren Tiefsttemperaturen bis auf 5 °C, die Tageshöchstwerte erreichen im Monatsmittel etwa 18 °C bis 19 °C. Niederschläge fallen überwiegend im Sommer (um 90 mm pro Monat), die Wintermonate sind eher trocken.
|                       | Jan  | Feb  | Mär  | Apr  | Mai  | Jun  | Jul  | Aug  | Sep  | Okt  | Nov  | Dez  |   |      |
| Mittl. Tagesmax. (°C) | 27,8 | 27,4 | 26,3 | 24,5 | 22,4 | 19,6 | 19,8 | 22,2 | 25,2 | 26,4 | 26,6 | 27,2 | ⌀ | 24,6 |
| Mittl. Tagesmin. (°C) | 16,9 | 16,6 | 15,1 | 12,1 | 7,7  | 4,5  | 4,3  | 6,4  | 10,1 | 13,4 | 15,2 | 16,3 | ⌀ | 11,5 |
|                       |      |      |      |      |      |      |      |      |      |      |      |      |   |      |
| Niederschlag (mm)     | 77   | 65   | 51   | 32   | 11   | 7    | 3    | 2    | 10   | 32   | 75   | 91   | Σ | 456  |
|                       |      |      |      |      |      |      |      |      |      |      |      |      |   |      |
| Sonnenstunden (h/d)   | 8,2  | 7,9  | 7,7  | 8,0  | 8,8  | 8,8  | 8,9  | 9,2  | 9,2  | 8,6  | 7,9  | 8,2  | ⌀ | 8,5  |
|                       |      |      |      |      |      |      |      |      |      |      |      |      |   |      |
| Regentage (d)         | 8    | 6    | 6    | 3    | 2    | 1    | 0    | 0    | 2    | 4    | 8    | 8    | Σ | 48   |
|                       |      |      |      |      |      |      |      |      |      |      |      |      |   |      |
| Luftfeuchtigkeit (%)  | 64   | 66   | 66   | 66   | 60   | 57   | 56   | 52   | 50   | 55   | 61   | 63   | ⌀ | 59,6 |

| 16,9 |

| 16,6 |

| 15,1 |

| 12,1 |

| 7,7 |

| 4,5 |

| 4,3 |

| 6,4 |

| 10,1 |

| 13,4 |

| 15,2 |

| 16,3 |

| 16,9 |

| 16,6 |

| 15,1 |

| 12,1 |

| 7,7 |

| 4,5 |

| 4,3 |

| 6,4 |

| 10,1 |

| 13,4 |

| 15,2 |

| 16,3 |

## Tourismus
In der Nähe befindet sich der weitläufige Naturpark Polokwane Nature Reserve, in dem vor allem etliche Vogelarten beheimatet sind. Das Bakone Malapa Open-Air Museum präsentiert Geschichte und Kultur des Sotho-Volkes.
Polokwane war Austragungsort von Spielen der Fußball-Weltmeisterschaft 2010. Vier Gruppenspiele fanden im Peter-Mokaba-Stadion statt.

## Söhne und Töchter der Stadt
- Arthur Maimane (1932–2005), Journalist und Schriftsteller
- Audrey Motaung (1952–2019), Sängerin, Musikerin
- Retief Goosen (* 1969), Profigolfer
- Victor Matfield (* 1977), Rugbyspieler
- Modjadji VI. (1978–2005), Stammeskönigin
- John Smit (* 1978), Kapitän der südafrikanischen Rugby-Union-Nationalmannschaft
- Gift Ngoepe (* 1990), Baseballspieler
- Caster Semenya (* 1991), Leichtathletin und Weltmeisterin über 800 m